# William Baird (calciatore 1874)
William Urquhart Baird (Leith, 1º ottobre 1874 – 21 febbraio 1943) è stato un calciatore scozzese, di ruolo difensore.

## Carriera

### Club
Baird inizia la carriera con il Dundee, per poi passare nel 1894 al St. Bernard's, con cui ottiene il sesto posto nella Scottish Division One 1894-1895. Militò con il St. Bernard's sino al 1899, vincendo la Scottish Cup 1894-1895.
Nel 1899 torna al Dundee.

### Nazionale
Ha giocato un incontro con la nazionale scozzese, valido per la Torneo Interbritannico 1897, conclusosi con la vittoria della Tartan Army.

## Statistiche

### Cronologia presenze e reti in nazionale
| Cronologia completa delle presenze e delle reti in nazionale ― Scozia | Cronologia completa delle presenze e delle reti in nazionale ― Scozia | Cronologia completa delle presenze e delle reti in nazionale ― Scozia | Cronologia completa delle presenze e delle reti in nazionale ― Scozia | Cronologia completa delle presenze e delle reti in nazionale ― Scozia | Cronologia completa delle presenze e delle reti in nazionale ― Scozia | Cronologia completa delle presenze e delle reti in nazionale ― Scozia | Cronologia completa delle presenze e delle reti in nazionale ― Scozia |
| Data                                                                  | Città                                                                 | In casa                                                               | Risultato                                                             | Ospiti                                                                | Competizione                                                          | Reti                                                                  | Note                                                                  |
| --------------------------------------------------------------------- | --------------------------------------------------------------------- | --------------------------------------------------------------------- | --------------------------------------------------------------------- | --------------------------------------------------------------------- | --------------------------------------------------------------------- | --------------------------------------------------------------------- | --------------------------------------------------------------------- |
| 23-3-1897                                                             | Govan                                                                 | Scozia                                                                | 5 – 1                                                                 | Irlanda                                                               | Torneo Interbritannico 1897                                           | -                                                                     |                                                                       |
| Totale                                                                |                                                                       | Presenze                                                              | 1                                                                     |                                                                       | Reti                                                                  | 0                                                                     |                                                                       |

## Palmarès

### Club
- Coppa di Scozia: 1

St. Bernard's: 1894-1895

### Nazionale
- Torneo Interbritannico: 1

1897